# August Emmerling

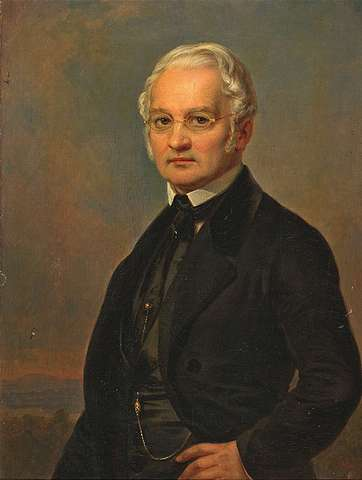
Ölgemälde von Emmerling (anonym)

August Emmerling (* 20. Dezember 1797 in Thalitter; † 25. November 1867 in Darmstadt) war ein deutscher Richter und Abgeordneter im Großherzogtum Hessen.

## Familie
Emmerlings Eltern waren der Sohn des Geheimen Oberbergrates Andreas Ludwig August Emmerling (1765–1842) und dessen Frau Christiane Charlotte geb. Koch. Am 1. Februar 1822 heiratete Emmerling in Darmstadt Luise Siebert (* 27. März 1801 in Beedenkirchen, † 2. Oktober 1850 in Darmstadt), eine Tochter von Johann Balthasar Siebert und der Ernestine Sophie Luise Vollhard. Aus der Ehe gingen sieben Kinder hervor:
- Auguste Christiane Luise Ernestine von Hombergk zu Vach (1824–1864), verheiratet mit späteren Oberstleutnant Gustav von Hombergk zu Vach[1]
- Ferdinand Emmerling (1831–1912), Präsident des Verwaltungsgerichtshofs Darmstadt
- Antonie (Toni) Weber (1833–1930), verheiratet mit August Weber, großherzoglich hessischer Finanzminister in Darmstadt
- Theodora Luise Mathilde Becker (1835–1916), verheiratet mit Ernst Becker (1826–1888), Geheimer Rat, Chef des großherzoglichen Kabinetts
- Marie Emmerling (1838–1856)
- Wilhelmine Luise (Mimmi) Hoop (1841–1890), verheiratet mit Conrad Freiherr van der Hoop (1830–1871), Major

## Leben
Emmerling studierte von 1815 bis 1818 Rechtswissenschaft an der Hessischen Ludwigs-Universität Gießen und der Universität Jena. Als Mitglied des  Gießener Germanenbundes (1815) sowie der Ehrenspiegelburschenschaft und der Urburschenschaft in Jena nahm er 1817 am Wartburgfest teil. Er war Studienende Akzessist am Hofgericht Gießen, anschließend dort Hofgerichtsadvokat und Prokurator, bevor er Ende 1819 in gleicher Funktion an das Hofgericht Darmstadt wechselte.
Von 1832 bis 1834 wurde er erstmals in die zweite Kammer der Landstände des Großherzogtums Hessen gewählt, in der er zur liberalen Opposition zählte. Er gehörte den Landständen erneut von 1839 bis 1841 sowie von 1847 bis 1848 an. In dieser Periode war er auch Vorsitzender des Gesetzgebungsausschusses.
1847 lehnte er eine Einladung Heinrich von Gagerns zur Teilnahme an der Heppenheimer Versammlung aus Bedenken gegenüber seiner Wählerklientel als zu radikal ab, gehörte jedoch 1848 dem Vorparlament an. Im März desselben Jahres berief ihn die Märzregierung Hessen-Darmstadts zum Ministerialrat im Justizministerium. Vom 16. September 1848 bis zum 24. Mai 1849 war er als Nachfolger Carl Jaups Abgeordneter für Umstadt in der Frankfurter Nationalversammlung. Dort gehörte er der Fraktion Augsburger Hof an.
1849 wurde er in die Erste Kammer der Landstände des Großherzogtums Hessen berufen, 1850 war er Abgeordneter im Erfurter Unionsparlament.
Er wurde 1850 zum Generalstaatsprokurator am Oberappellationsgericht Darmstadt ernannt und übte diese Tätigkeit bis zu seinem Tod aus.